# نیت

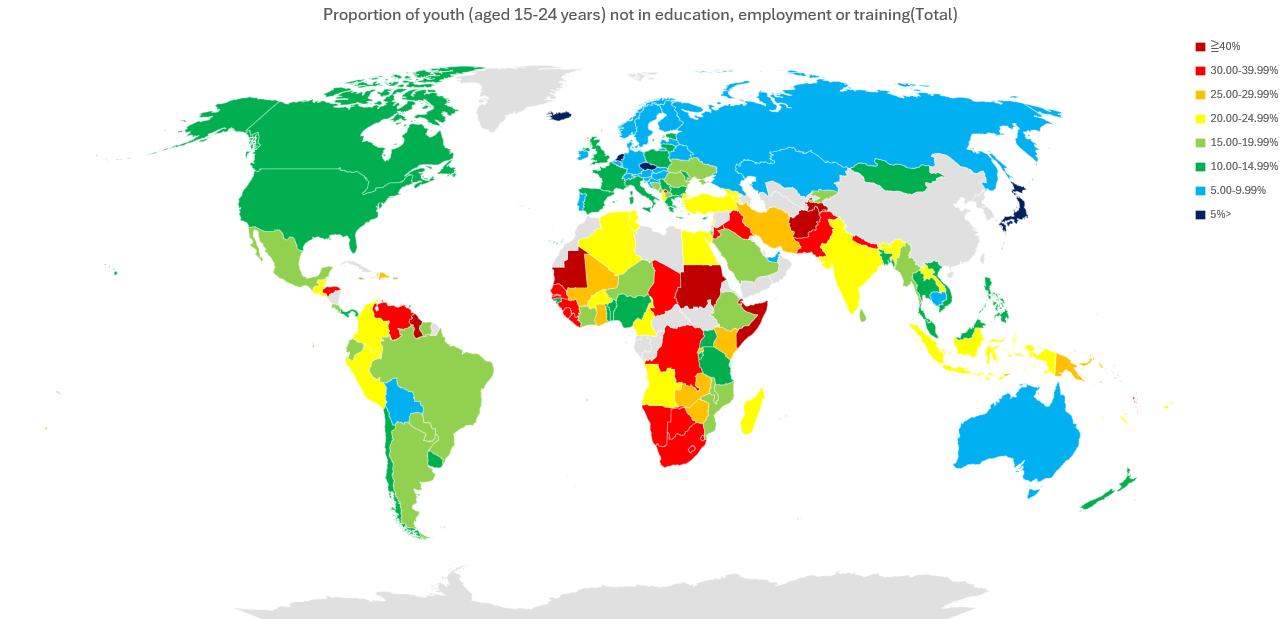
نسبت NEET در میان افراد ۱۵ تا ۲۴ ساله (داده‌های سازمان بین‌المللی کار، ۲۰۲۳)

ّنیت (به انگلیسی: NEET)، مخفف کلمه Not in Education, Employment, or Training است که به معنای شخصی است که «نه درس می‌خواند، نه شاغل است و نه مهارتی می‌آموزد». این طبقه‌بندی در اواخر دهه ۱۹۹۰ از انگلستان آغاز شد و کاربرد آن در درجات مختلف به سایر کشورها و مناطق از جمله ژاپن، کره جنوبی، چین، تایوان، کانادا و ایالات متحده گسترش یافته است. گروه NEET شامل افراد بیکار (افراد بدون شغل و متقاضی کار) و همچنین افراد خارج از نیروی کار (بدون شغل و متقاضی کار) است. برای توصیف افرادی که در این شرایط هستند معمولاً رده‌بندی سنی قائل می‌شوند تا از احتساب بازنشستگان در سن پیری جلوگیری شود.
در انگلستان، این طبقه‌بندی شامل افراد ۱۶ تا ۲۴ ساله می‌باشد (برخی از افراد ۱۶ و ۱۷ ساله هنوز در تحصیلات اجباری هستند). در ژاپن، طبقه‌بندی شامل افراد بین ۱۵ تا ۳۴ سال است که شاغل نیستند، به خانه‌داری مشغول نیستند یا به دنباله تحصیل و یادگیری حرفه ای نیستند.
سنجش NEET باید از نرخ NLFET ("نه در نیروی کار، نه در حال تحصیل یا آموزش") که در گزارش سال ۲۰۱۳ سازمان بین‌المللی کار پیرامون اشتغال جهانی برای جوانان ارائه گردید متمایز شود. NLFET مشابه NEET است، اما جوانان بیکار (که بخشی از نیروی کار هستند) را حذف می‌کند.

## انگلستان
این کلمه پس از استفاده از آن در گزارش سال ۱۹۹۹ توسط واحد طرد اجتماعی (SEU) گسترش یافت. پیش از این از عبارت
«وضعیت صفر» "status zero"که معنایی مشابه NEET داشت استفاده می‌شد. اندی فرلونگ می‌نویسد که استفاده از اصطلاح NEET تا حدودی به دلیل بار منفی اصطلاح "بدون وضعیت" "no status"رایج شد. طبقه‌بندی فوق به‌طور خاص در مقالات دولت محلی بازتعریف شده است، مثلاً «پاسخ دهندگانی که بیکار بودند یا به دنبال شغل بودند، از کودکان یا اعضای خانواده مراقبت می‌کردند، در تعطیلات بدون حقوق یا مسافرت به سر می‌بردند، بیمار یا ناتوان گردیده بودند یا مشغول انجام کار داوطلبانه یا هرچیز دیگری بودند» در این لیست آورده نمی‌شدند. با همه اینها، NEET هیچ تعریف مورد توافق و هیچ معیار دقیقی برای سنجش، به ویژه در رابطه با عدم فعالیت اقتصادی، ندارد. کارن رابسون می‌نویسد که این طبقه‌بندی «عملاً بحث‌های پیرامون «بیکاری جوانان» در ادبیات بریتانیا را مصادره کرده است. اسکات یتس و مالکوم پین می‌گویند که در ابتدا یک "تمرکز کل‌نگر" توسط سیاست‌گذاران بر روی گروه NEET وجود داشت که به مشکلاتی که جوانان از سر گذرانده بودند نگاه می‌کرد، اما با گذار وضعیت NEET به قالب‌های منفی - "به عنوان منعکس‌کننده مجموعه‌ای از خطرات، مشکلات و جهت‌گیری‌های منفی از جانب جوانان» قلمداد شد. آمار NEET در انگلستان توسط وزارت آموزش (DfE) منتشر می‌شود. روش مورد استفاده در محاسبه تعداد NEETهای ۱۶–۱۸ ساله با روش مورد استفاده برای افراد ۱۶–۲۴ ساله متفاوت است. اولی متکی به طیف وسیعی از منابع است، دومی به بررسی نیروی کار می‌پردازد.
گزارشی در سال ۲۰۰۷ به درخواست پرینس تراست، نشان می‌داد که تقریباً یک پنجم افراد ۱۶ تا ۲۴ ساله در انگلستان، اسکاتلند و ولز NEET محسوب می‌شدند. کمترین نسبت در ایرلند شمالی (۱۳٫۸ درصد) بود. ارقام سه‌ماهه دوم سال ۲۰۱۱ نشان داد که ۹۷۹۰۰۰ نفر در انگلستان NEET بودند که ۱۶٫۲ درصد آن را گروه سنی بین ۱۶ تا ۲۴ ساله تشکیل می‌داد. بین سال‌های ۱۹۹۵ و ۲۰۰۸، نسبت NEETهای ۱۶ تا ۱۸ ساله در انگلستان تقریباً ثابت ماند و حدود ۸ تا ۱۱ درصد بود. گاردین در سال ۲۰۱۱ گزارش داد که از سال ۲۰۰۳، کاهش ۱۵٫۶ درصدی در افراد ۱۶ تا ۱۸ ساله مشغول به کار رخ داده است، اما ۶٫۸ درصد افزایش در افراد در حال آموزش وجود داشته. ارقام NEET در سه‌ماهه سوم، زمانی که دوره‌های مدرسه و دانشگاه در حال پایان است، به اوج خود می‌رسد.
نگرشی شماتت‌گرانه به NEET وجود دارد. سایمون کاکس از بی‌بی‌سی نیوز گفت که این کلمه «جدیدترین واژه برای اشاره به نوجوانانی که ترک تحصیل می‌کنند» است. او می‌گوید: «NEETها ۲۰ برابر بیشتر احتمال دارد که مرتکب جرم شوند و ۲۲ برابر بیشتر احتمال دارد که یک مادر نوجوان باشند» و بارکینگ و داگنهام را «پایتخت NEET» کشور نامیده‌اند. دیوید اسمیت از روزنامه تایمز آنها را «لات‌ولوت‌هایی که تا دیروقت اطراف مشروب فروشی‌ها ول می‌گردند» نامید. به گفته کالین وبستر، افراد NEET به‌طور نامتناسبی مرتکب جرم و جنایت می‌شوند. کودکانی که به میزان بالایی متمایل به فرار و محرومیت در مدرسه هستند، احتمالاً به NEET تبدیل می‌شوند.
طرح‌ها و ایده‌های متعددی برای کاهش تعداد NEETها پیشنهاد شده است. یکی از اهداف اصلی سرویس اتصالات که برای اولین بار در سال ۲۰۰۱ به صورت آزمایشی اجرا شد، کاهش تعداد NEETها بوده است. اکثر مقامات محلی برای این منظور یک توافقنامه محلی بسته‌اند. به عنوان بخشی از بررسی هزینه‌های سال ۲۰۰۴، وزارت آموزش و مهارت (DfES) یک قرارداد خدمات عمومی را برای کاهش شمار NEETها از ۹٫۶ درصد در سال ۲۰۰۴ به ۷٫۶ درصد در سال ۲۰۱۰ تصویب کرد. کمک هزینه نگهداری تحصیلی در سراسر انگلستان که در سالهای ۲۰۰۴–۲۰۰۵ معرفی شد، پرداخت هفتگی تا سقف ۳۰ پوند را به افراد جوانی که پس از دبیرستان به تحصیل ادامه می‌دهند، ارائه می‌دهد. در سال ۲۰۰۷، دولت یک طرح «ضمانت سپتامبر» را اجرا کرد که به تمام دانش آموزان ۱۶ ساله بازمانده از مدرسه در سپتامبر یک مکان مناسب برای یادگیری را تضمین می‌کرد و در سال بعد به ۱۷ ساله‌ها نیز تعمیم داده‌شد. «ضمانت افراد جوان» در بودجه سال ۲۰۰۹ اعلام شد که به افراد ۱۸ تا ۲۴ ساله که به مدت شش ماه از کمک هزینه افراد جویای کار استفاده کرده‌اند، شغل، آموزش یا تجربه کاری تضمینی ارائه می‌داد و در ۲۵ ژانویه ۲۰۱۰ اجرا شد. در بودجه سال ۲۰۱۰ اعلام شد که این طرح در مارس ۲۰۱۲ به پایان می‌رسد و یک سال تمدید می‌شود. قانون آموزش و مهارت ۲۰۰۸، که در سال ۲۰۰۸ موافقت سلطنتی گرفت، سن ترک تحصیل را در انگلستان از ۱۷ سال در سال ۲۰۱۳ و به ۱۸ سال در سال ۲۰۱۵ افزایش داد. این قانون به مجلس ملی ولز این امکان را می‌دهد که سن ترک در آن کشور را افزایش دهد. تعدادی از کالج‌های آموزش پیشرو به دنبال ثبتنام NEETها هستند. به عنوان مثال، در سال ۲۰۰۵ گزارش شد که یک دوره آموزشی برای NEETها در کالج بورنموث و پول به همراه مشوق‌های مختلف ثبتنام و به همراه یک آی پاد رایگانبه همراه ۱۰۰ پوند به صورت نقدی به عنوان پاداش تکمیل دوره ارائه کرده است.
دولت اسکاتلند طبقه‌بندی NEET را به افراد ۱۶ تا ۱۹ ساله محدود می‌کند.

## ژاپن
NEET یک دسته‌بندی اجتماعی متمایز از فری‌ترها است (یک طبقه‌بندی برای اشاره کسانی که در مشاغل پاره‌وقت با دستمزد پایین کار می‌کنند) اگرچه در عمل هرساله هزاران جوان در میان این دسته‌ها قوطه‌ور می‌شوند (یعنی از هر جوان غیر شاغل یک نفر کارگر پاره‌وقت است و برعکس).
شیوع جمعیت شناختی NEETها در آمار اشتغال مبرهن است. سیاستمداران ژاپنی نسبت به تأثیر رشد جمعیت NEET بر اقتصاد نگرانی دارند. بر اساس گزارش وزارت بهداشت، کار و رفاه ژاپن، وسعت جمعیتی آنها از ۴۸۰۰۰۰ در سپتامبر ۲۰۰۲ به ۵۲۰۰۰۰ در سپتامبر ۲۰۰۳ افزایش یافته. سایر نظرسنجی‌های دولت ژاپن در سال ۲۰۰۲ رقم بسیار بزرگ‌تری شامل ۸۵۰۰۰۰ نفر را ارائه کرد که می‌توان آن‌ها را به عنوان NEET طبقه‌بندی کرد، افرادی که ۶۰٪ از آنها ۲۵ تا ۳۴ ساله بودند، بنابراین واضح است که تعداد NEETهای ایجاد شده در آمار تا حد زیادی به تعریف خاص اتخاذ شده بستگی دارد. از این رو با این آمارها باید با احتیاط استناد.
هنگامی که موضوع NEET در سال‌های ۲۰۰۴ و ۲۰۰۵ در رسانه‌های ژاپنی مطرح شد، جوانان غیرشاغلی که در این دسته قرار می‌گیرفتند به‌عنوان تنبل، خجالتی و بیکاران خودخواسته شناخته می‌شدند. این تصویر رسانه‌ای در برانگیختن نگرانی جمعیت میانسال محافظه‌کار ژاپن مؤثر بود، اما تنها منجر به حمایت‌های سطحی از سیاست‌های جدید جوانان شد. در واقع، همان‌طور که تویوونن در یک تک‌نگاری تجربی که گفتمان‌های رسانه ای و سیاستی را با شیوه‌های حمایت از جوانان در کنار هم قرار می‌داد؛ استدلال می‌کند، امیدوارکننده‌ترین راه حل‌ها برای معمای NEETها در دستان کارآفرینان اجتماعی مانند Kudo Kei و Iwamoto Mami است تا سیاست‌گذاران MHLW یا حتی علما.
برخلاف اکثر کشورهای اروپای غربی، مزایای بیکاری ژاپن به‌طور خودکار پس از سه تا شش ماه پایان می‌یابد و دامنه حمایت محدودی برای افراد استثنایئ نیازمند وجود دارد؛ بنابراین، بسیاری از NEETها در ژاپن به ناچار توسط والدین یا بستگانشان حمایت می‌شوند، اگرچه برخی از آنها به ایستگاه‌های حمایت از جوانان و سایر خدمات طراحی شده و/یا اعمال شده توسط شرکت‌های اجتماعی، از جمله بسیاری از NPOها، راه می‌یابند.
برخی معتقدند که NEETهای ژاپنی شامل بسیاری از کسانی هستند که مدل اجتماعی پذیرفته شده بزرگسالی را رد کرده‌اند. گفته می‌شود که آنها فعالانه به دنبال کار تمام‌وقت پس از فارغ‌التحصیلی یا آموزش بیشتر برای کسب مهارت‌های شغلی قابل فروش از طریق طرح‌های دولتی Hello Work نیستند. این اغلب به عنوان یک واکنش در مقابل طی کردن مسیر شغلی سنتی حقوق بگیری به تصویر کشیده می‌شود. برخی از کارشناسان این امر را به رکود اقتصادی گسترده در طول دهه ۱۹۹۰ نسبت می‌دهند که منجر به بیکاری بالا در بین جوانان شد (۲٫۱۳ میلیون بر اساس برخی برآوردها). بسیاری از فری‌ترها که به‌طور اسمی شاغل بودند، به NEET تبدیل شدند. با این حال، این تصویرها بیشتر بر اساس گزارش‌های رسانه ای جانبدارانه و دگم است تا مطالعات تجربی دقیق تاریخچه‌های زندگی، شیوه‌های حمایتی یا شرایط اجتماعی گسترده‌تر.
این درست است که بگوییم سیستم اشتغال مادام العمر در مواجهه با فشارهای اقتصادی ناشی از جهانی شدن تا حدی – اما نه به‌طور کامل – از هم پاشیده است.

## استرالیا
گزارش OECD نشان داد که ۵۸۰۰۰۰ جوان استرالیایی تحت این طبقه‌بندی قرار می‌گیرند. این گزارش همچنین نشان داد که تعداد افراد NEET از زمان بحران مالی جهانی ۱۰۰۰۰ نفر افزایش یافته است و در حال حاضر از هر هشت استرالیایی بین ۱۵ تا ۲۹ سال یک نفر NEET است.

## کانادا
اداره آمار کانادا اولین مطالعه جامع را در مورد وضعیت NEETها در کانادا به سال ۲۰۱۲ انجام داد و مشخص شد که حدود ۱۳ درصد از کانادایی‌های بین ۱۵ تا ۲۹ سال در این دسته قرار می‌گیرند. علیرغم اینکه در میان کشورهای گروه هفت این درصد از آخر دوم است، تعداد کل جوانان کانادایی که به عنوان NEET طبقه‌بندی شده‌اند در حال حاضر ۹۰۴۰۰۰ نفر است.
این مطالعه همچنین نشان داد که از مجموع 904000 NEET حدود ۵۱۳۰۰۰ نفر فعالانه به دنبال شغل نبودند. این مطالعه همچنین نشان داد که بیکاری طولانی مدت لزوماً به دلیل ناامیدی گسترده از بازار کار نیست، بلکه ناشی از عوامل مختلف است. این مطالعه همچنین نشان داد که ۸۲ درصد از جوانانی که در نیروی کار نیستند، واقعاً مایلند در مشاغل طولانی مدت قرار بگیرند. این مطالعه جمعیت NEETهای کانادایی را به عنوان «در معرض خطر بالا و وضعیت منفی» طبقه‌بندی کرد.

## کره جنوبی
یک روند در حال ظهور در میان جوانان کره جنوبی توجه را به پیامدهای آن برای اقتصاد و جامعه جلب می کند. بخش رو به رشدی از جمعیت جوان، که به عنوان NEET طبقه بندی می شوند (نه در زمینه آموزش، اشتغال، و نه آموزش)، نه در بازار کار و نه در فعالیت های آموزشی مشغول هستند. از اکتبر 2023، جمعیت NEET کره جنوبی به بیش از 410000 نفر رسیده است که حدود 4.9٪ از گروه جمعیتی 15 تا 29 ساله این کشور را تشکیل می دهد. این گروه اغلب در آمارهای سنتی بیکاری نادیده گرفته می شود، که فقط کسانی را که فعالانه به دنبال کار هستند، در نظر می گیرند. افزایش NEET ها یک نگرانی اقتصادی قابل توجه است. گزارش سال 2021 توسط مؤسسه تحقیقات اقتصادی کره تأثیر سالانه این جمعیت را تقریباً 52 میلیارد دلار (61.7 تریلیون وون) تخمین می زند که معادل 3.2 درصد از تولید ناخالص داخلی کره جنوبی است.
از سوی دیگر، در کره جنوبی، نرخ ورودی دانشگاه بالاترین در میان سازمان همکاری و توسعه اقتصادی است. در حال حاضر، بسیاری از جوانان دارای تحصیلات عالی، کالج‌ها و دانشگاه‌ها را به پایان رسانده‌اند.

## ایران
با ورود ایران به دهه ۷۰ شمسی، برنامه‌ریزی جمعیتی کشور بدون توجه به ساختارهای سنی جمعیت، تغییرات و پیامدهای آن از طریق سیاست‌های کنترلی تا حدودی جلوی پویایی حجم جمعیت را گرفت. کاهش سریع باروری منجر به تغییرات بنیادی در ساختار سنی جمعیت شد. در بستر این تغییرات، فازی از تحولات جمعیتی در ایران آغاز شده که «پنجره جمعیتی» نامیده می‌شود. پنجره جمعیتی، وضعیتی موقت در ساختار جمعیتی ایران است که در سال ۱۳۸۵ باز شده و برای حدود چهار دهه طول می‌کشد. در این دوران نسبت جمعیت در سنین فعالیت (کار) به حداکثر خود می‌رسد و نسبت‌های وابستگی سنی کاهش می‌یابد، در نتیجه فرصت طلایی و منحصربه‌فردی فراروی توسعه اقتصادی فراهم می‌شود.
نرخ NEET درحالی در کشورهای توسعه‌یافته حدود ۲ تا ۱۰ درصد بوده که این میزان طی سال ۹۷ در ایران نزدیک به ۳۰ درصد (جمعیتی برابر ۳٫۱ میلیون نفر جوان ۱۵ تا ۲۴ ساله) بوده است. اینکه ۳۰ درصد از جوانان ۱۵ تا ۲۴ساله مشغول هیچ فعالیتی، هیچ مهارت‌آموزی و هیچ شغلی نیستند، خود علاوه‌بر اینکه از طریق نرخ سر باری و نرخ وابستگی می‌تواند فشار سنگینی را بر خانوارها تحمیل کرده، زمینه بزهکاری و آسیب‌های اجتماعی را نیز فراهم سازد، در مرتبه بعدی در سطح ملی نیز می‌تواند به‌عنوان یک تهدید امنیتی محسوب شود. برای مثال اگر نگاهی به سن افراد شرکت‌کننده در تجمعات دی‌ماه ۹۶ و همچنین آبان ۹۸ داشته باشیم، ترکیب سنی به‌نفع جوانانی است که در سن NEETها (سن ۱۵ تا ۲۴ سال) قرار دارند. از نتایج دیگر این گزارش، مطابقت نرخ بالای NEETها با الگوی جغرافیایی پراکنش اعتراضات معیشتی در دو دوره دی‌ماه ۹۶ و آبان‌ماه ۹۸ است، به‌طوری که استان‌های گلستان، هرمزگان، کرمانشاه، لرستان، آذربایجان‌غربی، خوزستان، کردستان، همدان، بوشهر و خراسان‌رضوی در حالی ازجمله استان‌های دارای بالاترین نرخ NEETها هستند که در دو مقطع تاریخی دی‌ماه ۹۶ و آبان‌ماه سال جاری شاهد اعتراضات و تجمعات خیابانی بوده‌اند
در ۱۰ آذر ۱۳۹۸ گزارشی توسط روزنامه فریختگان منتشر شد که ایران بعد از کشورهای آفریقایی با ۲۹٫۷ درصد در رتبه ۲۷ قرار دارد. این روزنامه به سه دلیل اشاره می‌کند:

### نحوه‌گذار از تحصیل به کار
این مفهوم به فرایندی اشاره می‌کند که در آن جوانان با توجه به اتمام دوران تحصیلی خود، به مشاغل مستقر و رضایت‌بخشی که با آموزش‌های دریافتی آنها هماهنگی دارد، منتقل نمی‌شوند در نتیجه، دوره‌های وابستگی خانوادگی بلندمدت‌تر شده و میانگین سن ازدواج و بچه‌دار شدن بالا می‌رود. ضعف ساختاری نظام اقتصادی، کیفیت پایین آموزش در مدارس و حوزه آموزشی عالی، ضعف مهارت‌پذیری و کارآفرینی در دانش‌آموزان یا دانش‌آموختگان دانشگاهی، عدم تطبیق عرضه و تقاضای سرمایه انسانی و سیاست‌های نامناسب اقتصادی و آموزش عالی ازجمله مواردی هستند که گذار از تحصیل به کار را برای جوانان ایرانی بسیار دشوار کرده‌اند.

### طرد اجتماعی
پیامدهای منفی NEET فقط به هزینه‌های اقتصادی (که رقم قابل‌توجهی نیز هست) محدود نمی‌شود؛ بلکه پیامدهای اجتماعی و سیاسی آن نیز دامن‌گیر جوامع خواهد شد. کنارگذاری یا طرد اجتماعی و سیاسی و کاهش مشارکت این‌دسته از جوانان در جامعه به‌همراه افزایش بیگانگی آنان با هنجارها و ارزش‌های اجتماعی، زمینه را برای انحراف و ارتکاب جرائم مختلف فراهم می‌کند. رویکرد طرد اجتماعی، محرومیت را پدیده‌ای چندوجهی می‌داند که فراتر از کمبودهای مادی بر دامنه متنوعی از محرومیت‌های اجتماعی، فرهنگی و سیاسی دلالت دارد. طبق این رویکرد، فراتر از فقر و نابرابری، وضع نامساعد اجتماعی می‌تواند از طریق فرایندها و سازوکارهای طرد نیز تداوم یابد. از این‌رو، این رویکرد به کنش‌ها و وقایعی می‌پردازد که خارج از کنترل افراد در جامعه رخ می‌دهد و آنها را به حاشیه می‌راند.

### اقتصاد سیاسی
اگرچه عوامل سطح خرد و ترجیحات شخصی در شکل‌دهی به زندگی جوانان بی‌اهمیت نیستند و کنش‌ها و باورهای جوانان می‌توانند فرصت‌های زندگی آنها را تحت‌تاثیر قرار دهند، اما تصمیمات سیاسی اتخاذشده در سطح ملی و بین‌المللی، علاوه‌بر اینکه قابلیت دسترسی به شغل، تحصیل و کارآموزی را شکل داده و تعیین می‌کنند، تخصیص منابع به شکل بهینه با دستمزد مناسب، مزایای رفاهی و تسهیلات آموزشی و دسترسی به خدمات عمومی و تأمین بودجه و زیرساخت‌های محلی را نیز تحت‌تاثیر قرار می‌دهند. برای مثال در حالی که دولت‌ها در ایران هنگام انتخابات وعده ایجاد سالانه چندمیلیون شغل را می‌دهند، اما بررسی‌های آماری نشان می‌دهد طی دوره ۱۳ساله ۱۳۸۶ تا ۱۳۹۷ تعداد شاغلان کشور فقط ۲٫۸ میلیون نفر افزایش یافته که حاکی از اشتغالزایی خالص سالانه ۲۱۵ هزار نفری است، امری که نشان می‌دهد برنامه اشتغالزایی دولت‌ها، قبل از آنکه رویکرد ساختاری داشته باشد، عمده انرژی خود را صرف پول‌پاشی بی‌نتیجه کرده است؛ لذا شکست سیاست‌های اشتغالزایی دولت‌ها طی این مدت، در NEETشدن و NEETباقی‌ماندن جوانان به‌عنوان بخش بزرگ نیروی کار ایران بسیار مؤثر بوده است.

## نرخ NEET در کشورهای OECD
| کشور/ قلمرو         | سهم (%) | سن   |
| ------------------- | ------- | ---- |
| ترکیه               | ۲۶٫۰    | ۲۰۱۹ |
| کلمبیا              | ۲۴٫۰    | ۲۰۱۹ |
| مکزیک               | ۱۸٫۳    | ۲۰۱۹ |
| ایتالیا             | ۱۸٫۰    | ۲۰۱۹ |
| شیلی                | ۱۶٫۵    | ۲۰۱۹ |
| اسرائیل             | ۱۴٫۷    | ۲۰۱۸ |
| ایالات متحده آمریکا | ۱۳٫۱    | ۲۰۱۹ |
| یونان               | ۱۲٫۵    | ۲۰۱۹ |
| کانادا              | ۱۲٫۴    | ۲۰۱۹ |
| اسپانیا             | ۱۲٫۱    | ۲۰۱۹ |
| نیوزیلند            | ۱۱٫۴    | ۲۰۱۹ |
| مجارستان            | ۱۱٫۰    | ۲۰۱۹ |
| فرانسه              | ۱۰٫۶    | ۲۰۱۹ |
| بریتانیا            | ۱۰٫۵    | ۲۰۱۹ |
| اسلواکی             | ۱۰٫۳    | ۲۰۱۹ |
| جمهوری ایرلند       | ۱۰٫۱    | ۲۰۱۹ |
| بلژیک               | ۹٫۳     | ۲۰۱۹ |
| استرالیا            | ۸٫۹     | ۲۰۱۷ |
| لیتوانی             | ۸٫۶     | ۲۰۱۹ |
| فنلاند              | ۸٫۲     | ۲۰۱۹ |
| لهستان              | ۸٫۱     | ۲۰۱۹ |
| پرتغال              | ۸٫۰     | ۲۰۱۹ |
| لتونی               | ۷٫۹     | ۲۰۱۹ |
| دانمارک             | ۷٫۷     | ۲۰۱۹ |
| اتریش               | ۷٫۱     | ۲۰۱۹ |
| اسلوونی             | ۷٫۰     | ۲۰۱۹ |
| استونی              | ۶٫۹     | ۲۰۱۹ |
| سوئیس               | ۶٫۲     | ۲۰۱۹ |
| جمهوری چک           | ۵٫۷     | ۲۰۱۹ |
| آلمان               | ۵٫۷     | ۲۰۱۹ |
| لوکزامبورگ          | ۵٫۶     | ۲۰۱۹ |
| سوئد                | ۵٫۵     | ۲۰۱۹ |
| نروژ                | ۴٫۸     | ۲۰۱۹ |
| ایسلند              | ۴٫۷     | ۲۰۱۹ |
| هلند                | ۴٫۳     | ۲۰۱۹ |
| ژاپن                | ۳٫۱     | ۲۰۱۹ |